# TaperingTunic
Kiss Bence, művésznevén TaperingTunic, szlovákiai magyar elektronikus tánczene (EDM) előadó, aki a house zenei stílust képviseli.
Pályafutását még 2021-ben kezdte, az első nem hivatalos zenei kiadása 2022 januárjában jelent meg Stranger Life címmel, amit az alkotó pár éven belül letörölt a YouTube-ról. Zenéit sokáig csak a YouTube és SoundCloud platformra terjesztette, azonban 2024 novemberében újabb dalait a Routenote lemezkiadón keresztül már olyan nagy streaming platformokra is terjeszteni kezdte, mint a Spotify, [Apple Music, Deezer, Amazon, stb. A Fruity Loops (ismertebb nevén FL Studio) DAW-ban kezdte a zeneírást, később váltott Ableton Live-ra. 
Stílusára nagy hatással van első sorban az Ofenbach zenei társulat, akiknek a zenéit nagyon szívesen boncolgatja és elemeit a saját dalaiba is beépítgeti, továbbá még David Guetta és Avicii.
A legtöbbet streamelt dala 2025-ös adatok és a Spotify for Artists szerint a For You (Acoustic). Bence fél év alatt több mint 10 000 streamet szerzett, ebből 6 600 stream a Spotifyból származik.
A Dream című dalát leadta egy spanyolországi rádió, a Radio Desatados. Ezen kívül még a That's Right zenéjét is, amely a 2026-os albumján debütál majd.
Eddig 3 albuma jelent meg, az Album T 2023-ban, az Album A 2024-ben és 2025-ben az Album P. Bence ígérte, hogy még egy utolsó nagy albumot fog kiadni 2026-ban, az Album E-t.
Instagram oldalára közzétett egy rövid videót, amiben 4 betű, pontosabban az album neveinek betűi eltávolodnak egymástól és alkotnak egy szót, amely nem más, mint az angol TAPE szó, ami azt jelenti, szalag.
Sokan úgy hitték, hogy a saját alkotói nevét fogja kiírni, de ez sokkal kreatívabb.
Bence azt mondta, hogy a 2026-os album kiadása után egy kis időre visszavonul, nem lesz ennyire termékeny alkotó. Nem fog több albumot kiadni, inkább csak kislemezeket. Ezt azzal magyarázta, hogy nem lesz már annyi ideje a zenéléssel foglalkozni, amennyi eddig volt.
A legtöbb régebben kiadott zenéjében egy barátja, Huszár Dávid, művész nevén OcMusics segített neki, rajta kívül egy közép iskolás osztálytársa és egyben legjobb barátja, Wiederman Krisztián, művésznevén WKrisz is sok dalában kollaborált.
Bence megtanult gitáron játszani, így iskolai barátja elhívta a zenekarukba, a NYIT zenekarba (Nyárasd Ifjú Temetői) gitárosnak. Ekkor vásárolta meg az első elektro-akusztikus gitárát, ám a zenekar teljes kiépülése után már elektromos gitáron játszott. Ő segített a zenekarnak néhány számát digitalizálni, mint például a Szintíszta jégdarab, Kamilla és a Kell egy barát dalokat.
Számára nagyon fontos a House zenében a ritmizáció és emiatt elkötelezte magát a Deep house stílus mellett. Bence a következő gondolatot mondta el erről a stílusról:

„
Nagyon ritkán tudok jó dallamot írni, pont ezért választottam a Piano- vagy Deep House-t mert ott csak az akkordok ritmizációja a fontos.”

| Év   | Album | Zenék száma | Státusz           |
| ---- | ----- | ----------- | ----------------- |
| 2023 | T     | 5           | Kiadva            |
| 2024 | A     | 7           | Kiadva            |
| 2025 | P     | 4           | Fokozatosan bővül |
| 2026 | E     | ?           | Érkezik           |

| Év   | Cím                 | Album | Verzió                |
| ---- | ------------------- | ----- | --------------------- |
| 2023 | Memories            | T     |                       |
| 2023 | Overthinking        | T     |                       |
| 2023 | Summor On The Beach | T     | Remastered/Radio Edit |
| 2023 | For You             | T     | Extended/Radio Edit   |
|      |                     |       |                       |
| 2024 | Need To Do          | A     | Radio Edit            |
| 2024 | Sunshine            | A     | Radio Edit            |
| 2024 | Sunshine            | A     | Acoustic              |
| 2024 | Crush On U          | A     | Radio Edit            |
| 2024 | Beach Flow          | A     | Radio Edit            |
| 2024 | For You             | A     | Acoustic              |
| 2024 | Continuous Love     | A     | Radio Edit            |
|      |                     |       |                       |
| 2025 | Rock Me Baby        | P     | Radio Edit            |
| 2025 | Dream               | P     | Radio Edit            |
| 2025 | We'll Find A Way    | P     | Radio Edit            |
| 2025 | Toxic Love          | P     | Radio Edit            |

| Év   | Cím           | Verzió     |
| ---- | ------------- | ---------- |
| 2025 | Sunday        | Radio Edit |
| 2025 | Lose His Mind | Radio Edit |
| 2025 | Don't Stop    | Radio Edit |
| 2025 | Don't Stop    | Extended   |
| 2025 | Lose His Mind | Extended   |